# Sluneční koník (Mladá Boleslav)

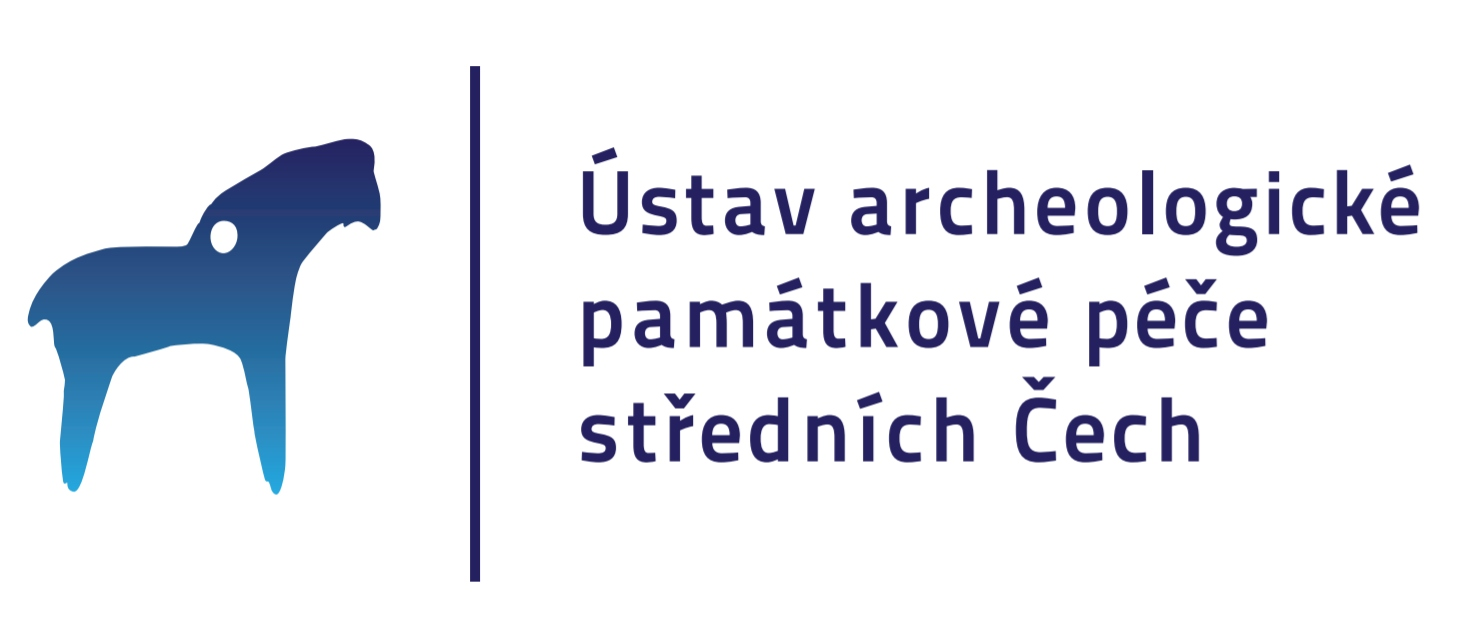
Logo Ústavu archeologické památkové péče středních Čech (ÚAPPSČ)

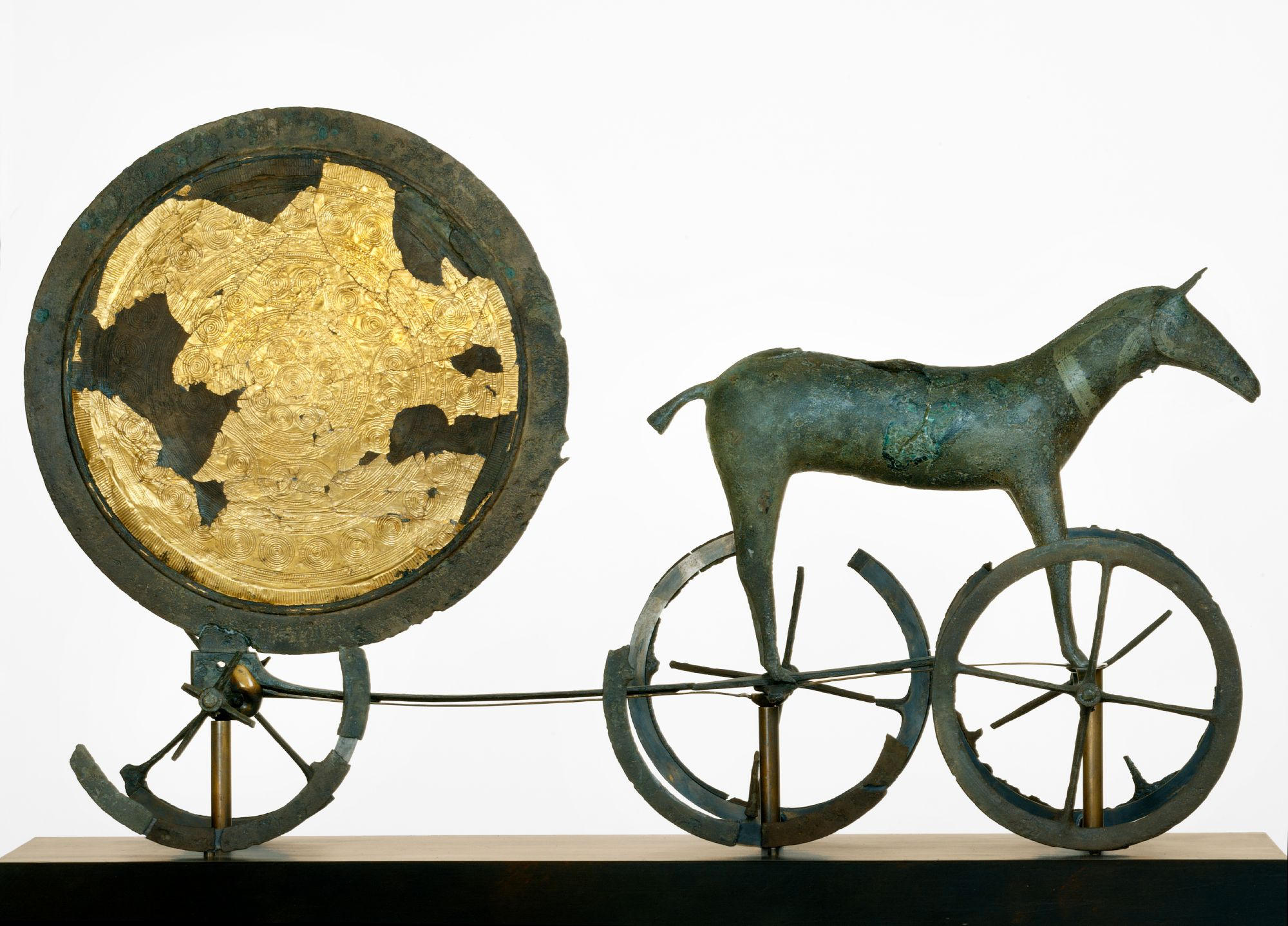
Trundholmský sluneční vůz

Sluneční koník je malá bronzová plastika (soška) koníka ze starší doby železné nalezená koncem dubna roku 2013 při revitalizaci Ptácké ulice v Mladé Boleslavi pod nánosy novověkých a středověkých vrstev. V roce 2016 se jeho zjednodušený obrázek stal součástí loga Ústavu archeologické památkové péče středních Čech (ÚAPPSČ). Soška je vystavena ve stálé expozici Informačního centra keltské kultury na zámku Nižbor.

## Stručný popis
Sluneční koník je malá zoomorfní bronzová soška stylizovaného koně s krátkým ocasem a k proporcím těla poněkud drobnou hlavou, která je zakončena špičatým „nosem“ připomínajícím spíše „ptačí zobáček“. Na hřívě, nad předníma i zadníma nohama a na hrudi má soška vyraženy kruhové kolky. V místech, kde přechází hříva do oblasti zad, je soška proděravěna. Tento malý otvor sloužil jako očko k uchycení koníka, jenž byl používán nejspíše jako závěsek nebo přívěsek.
Po provedené konzervaci je většina povrchu sošky pokryta tmavou šedozelenou patinou. Na některých místech jsou patrné zbytky ještě tmavší, zelenočerné krusty, na jiných místech naopak slabě prosvítá zlatavý kovový povrch.

## Technologie
Drobná a kompletně zachovalá plastika koně z bronzové suroviny byla vytvořena následujícím postupem. Nejprve byla předloha figurky vymodelována z volné ruky ze včelího vosku. Následně byla tato předloha obalena dostatečně silnou vrstvou jemné hlíny, přičemž bylo v této hliněné hmotě pamatováno i na vtokový otvor. Po vytvrzení hlíny se takto vzniklá forma zahřála a vosk z ní vytekl. Původní pozitivní vosková forma se tímto procesem ztratila (technika „ztracené formy“) a vzniklá negativní hliněná forma se vtokovým otvorem naplnila roztavenou slitinou kovu. Po vychladnutí byl odlitek nakonec zbaven hliněné formy a finálně začištěn tak, že původní umístění vyústění vtokového otvoru není na výsledné sošce nikterak patrné.

## Podrobný popis

### Hlava, hříva, očko
Silně stylizovaná hlava koníka je značně zkrácena, zjednodušena do jakési „zobákovité“ formy evokující „ptačí“ hlavu. Oči, tlama i koňské nozdry jsou umělecky potlačeny a jediným konkrétnějším prvkem jsou uši. Ale i ty jsou naznačeny jen hlubším žlábkem na vrcholu hlavy. Relativně tenká stojatá koňská hříva vybíhá z týlu hlavy a táhne se vzadu po hřebenu krku přes kohoutek až na počátek hřbetu do místa, kde se nachází mírně oválná perforace – očko o průměru asi 4 mm – sloužící zjevně k protažení šňůrky nebo koženého řemínku případně i k možnému upevnění plastiky železným hřebíčkem do dřevěné stěny.

### Hřbet, ocas, končetiny
Záda koníka jsou krátká, mírně klenutá a záhy přecházejí do kořene ocasu a velmi krátkého ohonu. Ten je (obdobně jako koňská hlava) stylizován do tvaru podobnému ptačímu „zobáčku“. Přední a zadní končetiny jsou modelovány do hrotů také s absencí jakýchkoliv realističtějších detailů (bez spěnek a kopyt). Na rovném podkladu postavený sluneční koník má mírně nadzvednutou buď levou přední, nebo pravou zadní nohu, což je dáno tím, že tyto nohy jsou poněkud kratší. Nesymetrie těla sošky koníka je patrná i z čelního pohledu především v oblasti krku a hlavy, kdy se projevuje malá odchylka od svislé osy.

### Kolky
Soška bronzového koníka byla již ve fázi voskového modelu opakovaně opatřena otiskem provedeným jakýmsi kruhovým razítkem – kolkem s masivním trnem uprostřed. Jedná se o specifický druh výzdoby v podobě otisku širší kružnice s nepřehlédnutelnou středovou prohlubní.  Otisků bylo na figurce provedeno celkem sedm, a sice z obou stran hřívy (šikmo nad úchytovým očkem), na obou plecích, na obou stehnech a jeden mírně excentrický k pravé straně na koňských prsou. Otisky kolků na hřívě jsou mírně deformované a nejsou umístěny proti sobě, protože byla hříva z měkkého včelího vosku příliš tenká a při aplikaci kolků „proti sobě“ by hrozilo její poškození. Kolky byly aplikovány zřetelně různou silou přítlaku, čemuž odpovídá i různá „hloubka“ (výraznost) otisku kruhových značek do vosku. Nejvýraznější přítlak byl vyvinut na prsou koníka, kde je otisk kolku obzvláště hluboký, což lze vysvětlit tím, že se zde kolek relativně snadno aplikoval. Ostatní aplikace kolků mohly být poněkud hloubkově „změlčeny“ při manipulaci s relativně měkkou voskovou formou mezi teplými prsty sekundárně ještě před zalitím do hliněné hmoty.

## Fyzikální a chemické parametry

### Rozměry a hmotnost
- délka plastiky od hlavy k ohonu: 38,4 mm;[1]
- výška koníka v úrovni hlavy: 38,1 mm;
- výška sošky v úrovni zádi: 26,3 mm;
- maximální šířka hlavy koníka: 4,2 mm;
- maximální šířka plastiky ve frontální rovině (svislá rovina probíhající pravolevě tělem, rovnoběžně s tlamou koníka při čelním pohledu na koňskou hlavu) předních končetin: 12,1 mm;
- maximální šířka ve frontální rovině hřbetu: 8 mm;
- maximální šířka ve frontální rovině zadních končetin: 13,8 mm;
- průměry všech kruhových kolků: 5 mm;
- průměr úchytového očka: 4,3 × 3,9 mm.[1]
- Hmotnost plastiky bronzového koníka po konzervaci: 24,2 g.[1]

### Chemické složení materiálu
Rentgenofluorescenční analýza materiálu z povrchu sošky bronzového koníka (po předchozím odstranění všech produktů koroze) byla provedena v Ústavu jaderné fyziky AV ČR v Řeži u Prahy. Metoda tohoto typu analýzy je zatížena chybovostí 10 % (relativně) pro údaje o arsenu a olovu, u ostatních prvků se pohybuje jen kolem 5 % (relativně). Slitina obsahuje nezvykle nízký obsah cínu (v koncentraci jen 2,3 %), ale dle tohoto údaje nelze nic usuzovat na dobu vzniku.
- Měď:    87,8 %
- Arsen:   2,5 %
- Cín:     2,3 %
- Antimon: 2,0 %
- Olovo:   1,3 %
- Stříbro: 0,9 %
- Nikl:    0,7 %.[1]

## Datace
Datování vzniku sošky nelze provézt ani na základě materiálového rozboru a ani na základě lokality respektive datového určení okolních předmětů v místě vrstvy nálezu. Nálezy zoomorfních nebo antropomorfních figurek z bronzu jsou poměrně vzácné, a to nejen na území českých zemí, ale i v celé Evropě. Z tohoto důvodu k časovému zařazení slunečního koníka není možné využít srovnání uměleckých nebo řemeslných stylů či technologických postupů obdobných nálezů a jejich chronologického vývoje.
Vodítkem pro přesnější zařazení se stala jeho „kolková“ výzdoba, která vedla nejprve k odhadu datace plastiky do pozdní doby bronzové. Toto datování není podloženo žádnými archeologickými nálezy v oblasti nálezu, a proto musela být datace figurky posunuta do starší doby železné, tj. do doby halštatské. Pro tuto dataci hovoří dvě skutečnosti: 
- z této doby již existují v českých zemích náznaky osídlení;[1]
- po celou dobu halštatskou až do časného laténu se k výzdobě především výjimečných bronzových předmětů používaly právě zmíněné kruhové kolky.[1]

V případě datování slunečního bronzového koníka z Mladé Boleslavi se tedy bude jednat nejspíše o kulturu pozdně halštatskou (6. století př. n. l. až 1. čtvrtina 5. století př. n. l.) až časně laténskou (asi 475 až 375 př. n. l.).

## Účel
Ke konci doby bronzové a především pak během doby halštatské se výzdoba předmětů pomocí soustředných kružnic se středovým bodem značně rozšířila. Původně se jednalo o symboliku nezpochybnitelně spojenou se slunečním kultem doby bronzové, která se ale postupem doby značně rozšířila a začala být chápána nejspíše již jen jako čistě dekorativní prvek. Aplikace této symboliky slunečního kotouče je častá u celé řady symbolických či prestižních artefaktů nalezených archeology a datovaných do zmíněného období. Nejinak je tomu i v případě bronzového koníka z Mladé Boleslavi, jenž je proto právem nazýván adjektivem „sluneční“.
O jeho účelu je možno spekulovat a nabízí se několik seriózních variant:     
- Prostý ozdobný přívěsek;[1][pozn. 4]
- posvátný ochranný amulet;[3][1]
- šamanská pomůcka;[3][pozn. 5]
- forma mimořádné obětiny[3] zavěšené v nějakém sakrálním prostoru;[1]
- votivní soška nebo šperk ve funkci významného votivního daru – tedy objekt obětovaný věřícím jako dar Bohu nebo božstvu (devocionálie). Dar mohl být určen pro blíže nespecifikovaný a neidentifikovatelný halštatský kultovní areál. Pro jeho lokalizaci poblíž soutoku řek Jizera a Klenice ovšem nejsou jednoznačné archeologické důkazy.[1]

Ať již byl účel sošky slunečního koníka jakýkoliv, v každém případě ale její skvostné řemeslné provedení je i z dnešního pohledu pozoruhodné a vysoká estetická a umělecká hodnota tohoto artefaktu je přinejmenším i v současnosti vysoce ceněna.

## Věrohodnost
Věrohodnost původu nálezu bronzového koníka lze jen těžko zpochybnit, neboť byl artefakt získán během řádného archeologického výzkumu ve stratifikované poloze a nikoliv například pomocí detektoru kovů v problematických povrchových vrstvách. Přesto existuje reálná možnost, že plastika pochází původně zcela odjinud a do vrcholně středověkého či novověkého městského prostředí v Mladé Boleslavi se dostala až sekundárně. Mohlo jít o neobvyklý předmět či například „suvenýr z cest“ nalezený někde náhodně a následně získaný do vlastnictví (darem, koupí) nějakého místního mladoboleslavského měšťana. Při středověké nebo novověké demolici vybavení mladoboleslavského domu se spolu se suťovým materiálem dostal až do místa, kde byl nalezen (tj. do místa tzv. archeologizace).

Obdobné „koňské“ artefakty z doby halštatské
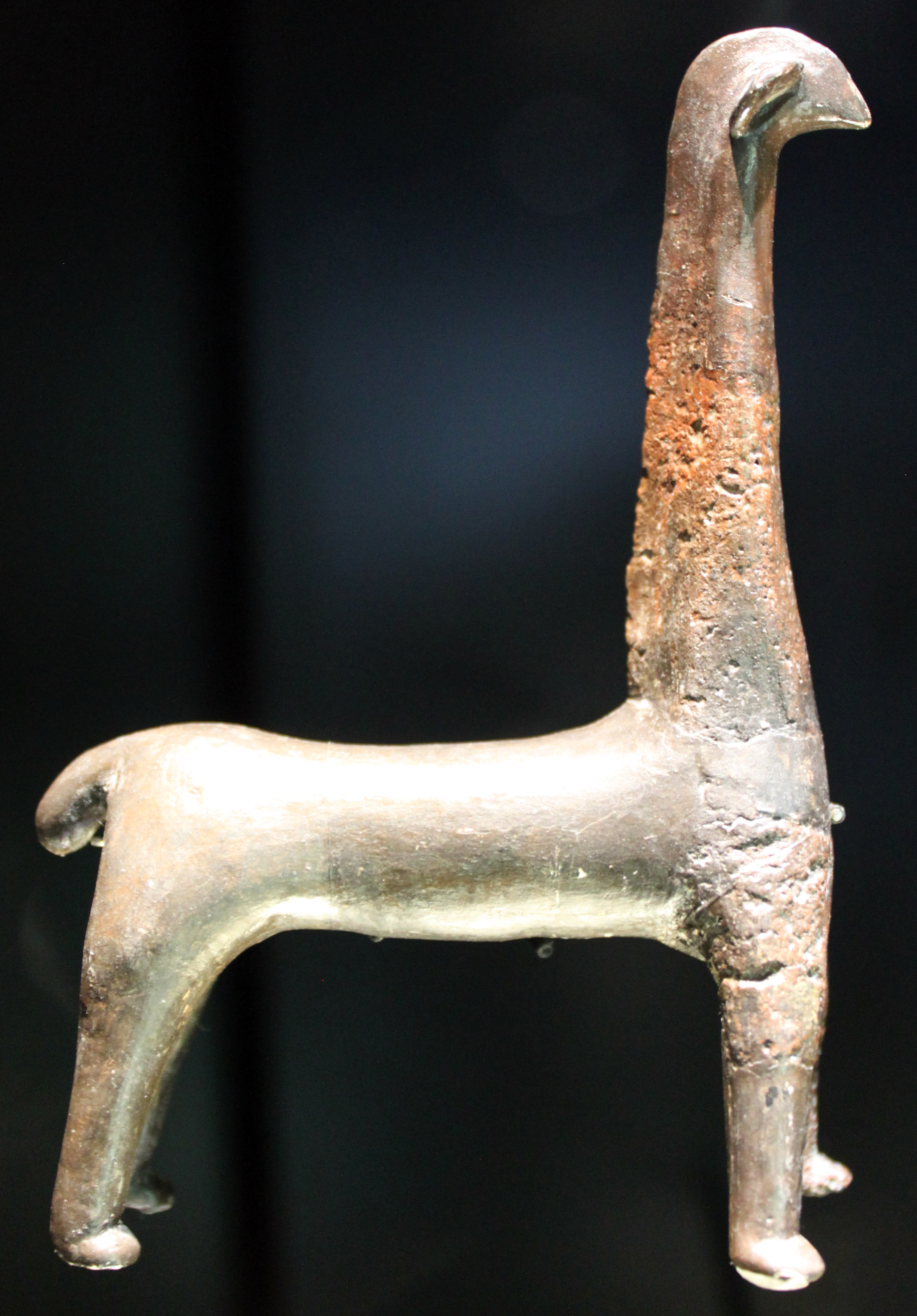
„Žirafí kůň“; figurka koně vyrobená z hlíny, 8. století před naším letopočtem
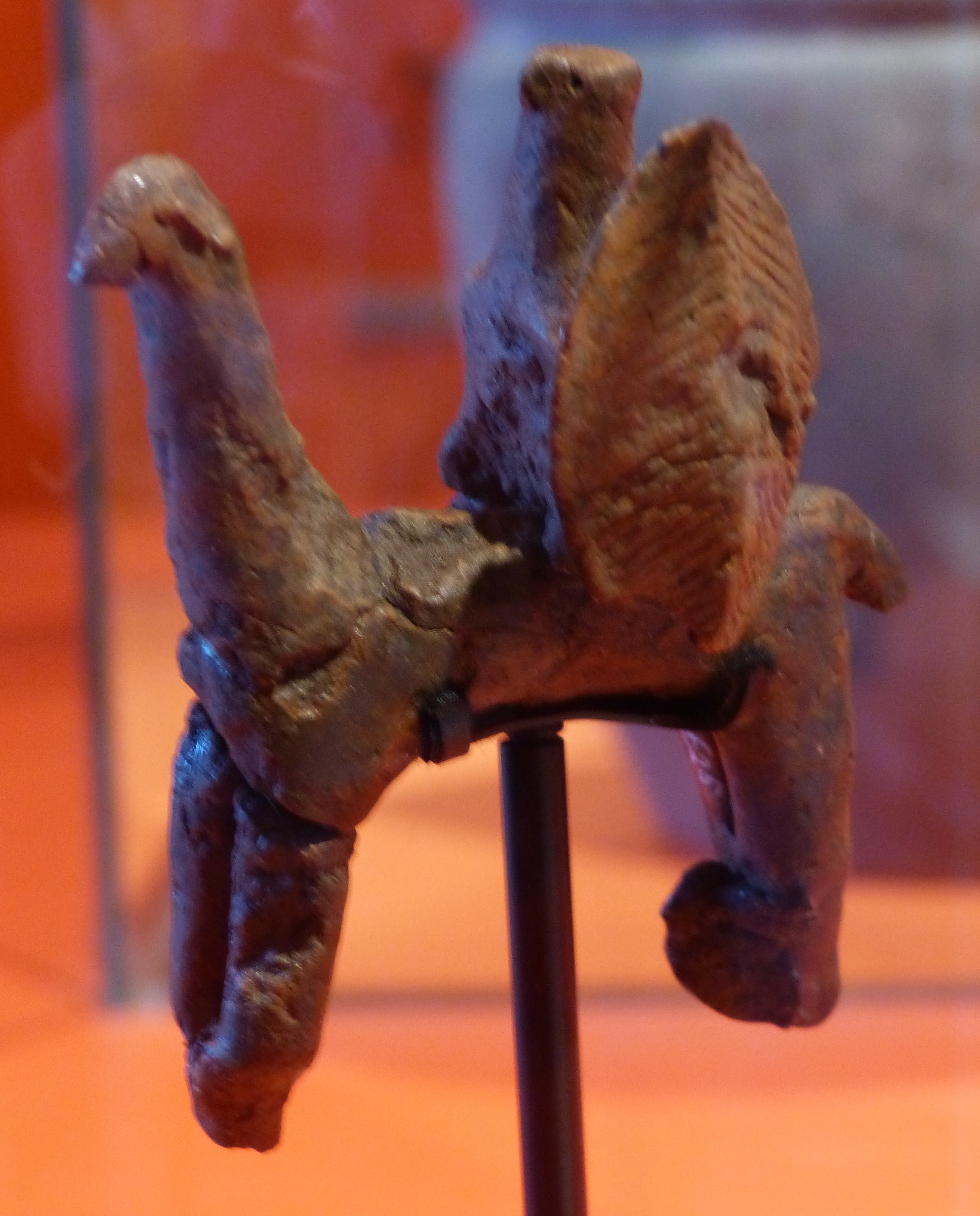
Jezdecká figurka z halštatské doby (620–550 př. n. l.)
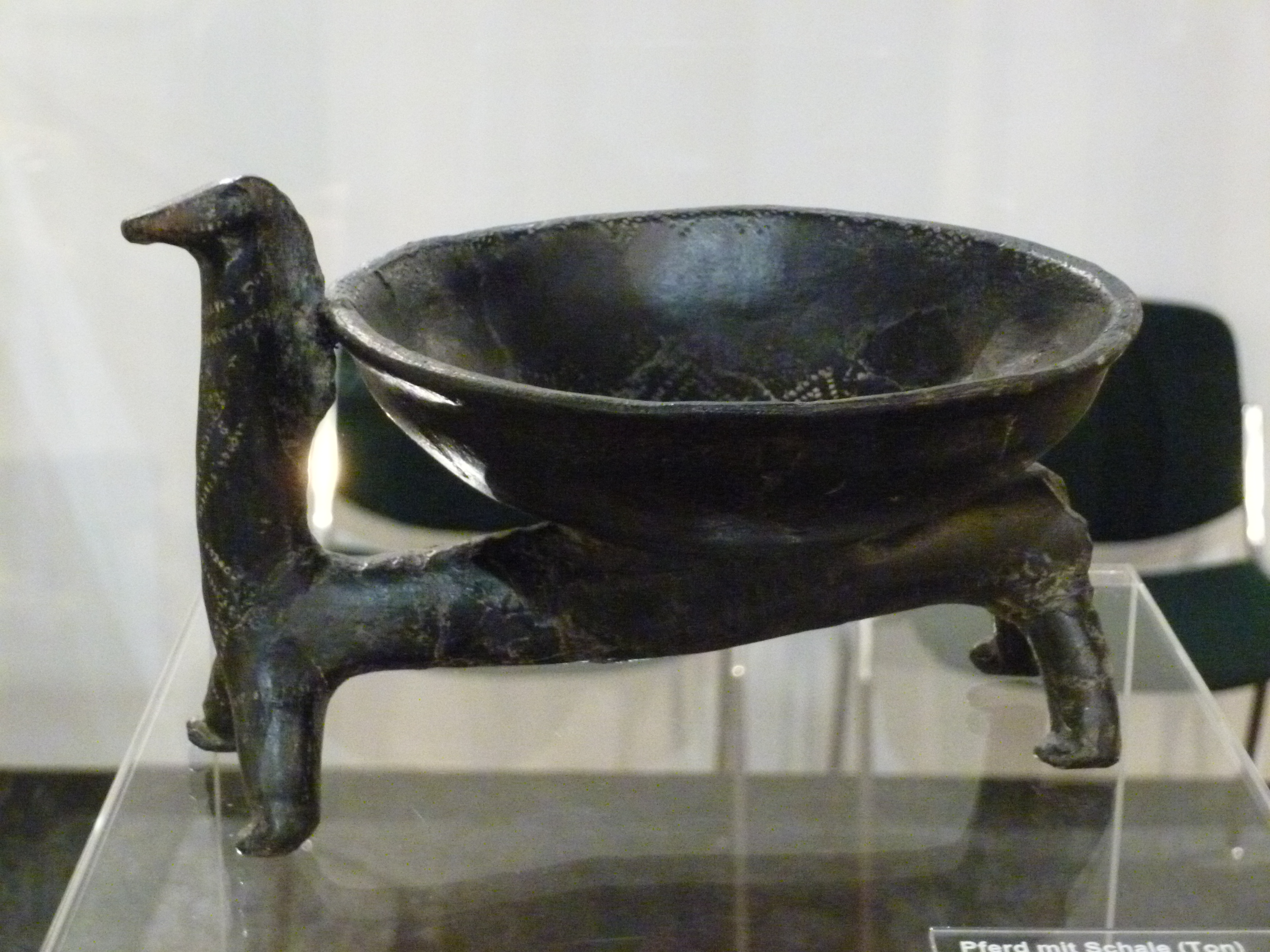
„Koňská mísa“ z doby halštatské